# Асиалогликопротеиновый рецептор
Асиалогликопротеиновый рецептор (англ. Asialoglycoprotein receptor) — лектин типа С, рецептор, связывающийся с асиалогликопротеинами и гликопротеинами, у которых была удалена концевая сиаловая кислота и галактоза оказалась экспонирована как концевой остаток полисахаридной цепи. Асиалогликопротеиновые рецепторы расположены на клетках печени и участвуют в удалении гликопротеинов-лигандов из кровообращения. Высокий уровень экспрессии асиалогликопротеинового рецептора обнаружен на гепатоцитах, а также на некоторых клеточных линиях карциномы человека и рака печени. Кроме этого, в меньшей степени асиалогликопротеиновый рецептор также экспрессирован на поверхности железистых клеток желчного пузыря и желудка.
Лактобионовая кислота является лигандом рецептора и рассматривается в качестве лиганда для направленной доставки лекарств к клеткам, экспрессирующих асиалогликопротеиновый рецептор.

## Структура
Асиалогликопротеиновый рецептор состоит из двух гомологичных субъединиц, которые кодируются генами ASGR1 и ASGR2. Обе субъединицы представляют собой трансмембранные белки лектины С-типа с небольшим цитоплазматическим N-концом, трансмембранным участком и внеклеточным С-концом с Ca2+-зависимым доменом, участвующем в распознавания и связывании углеводов. Субъединицы могут образовывать различные функциональные гомо- и гетероолигомеры. Наиболее часто встречается конъюгат из двух ASGR1 субъединиц и одной ASGR2 субъединицы.